# John Lloyd (schrijver)

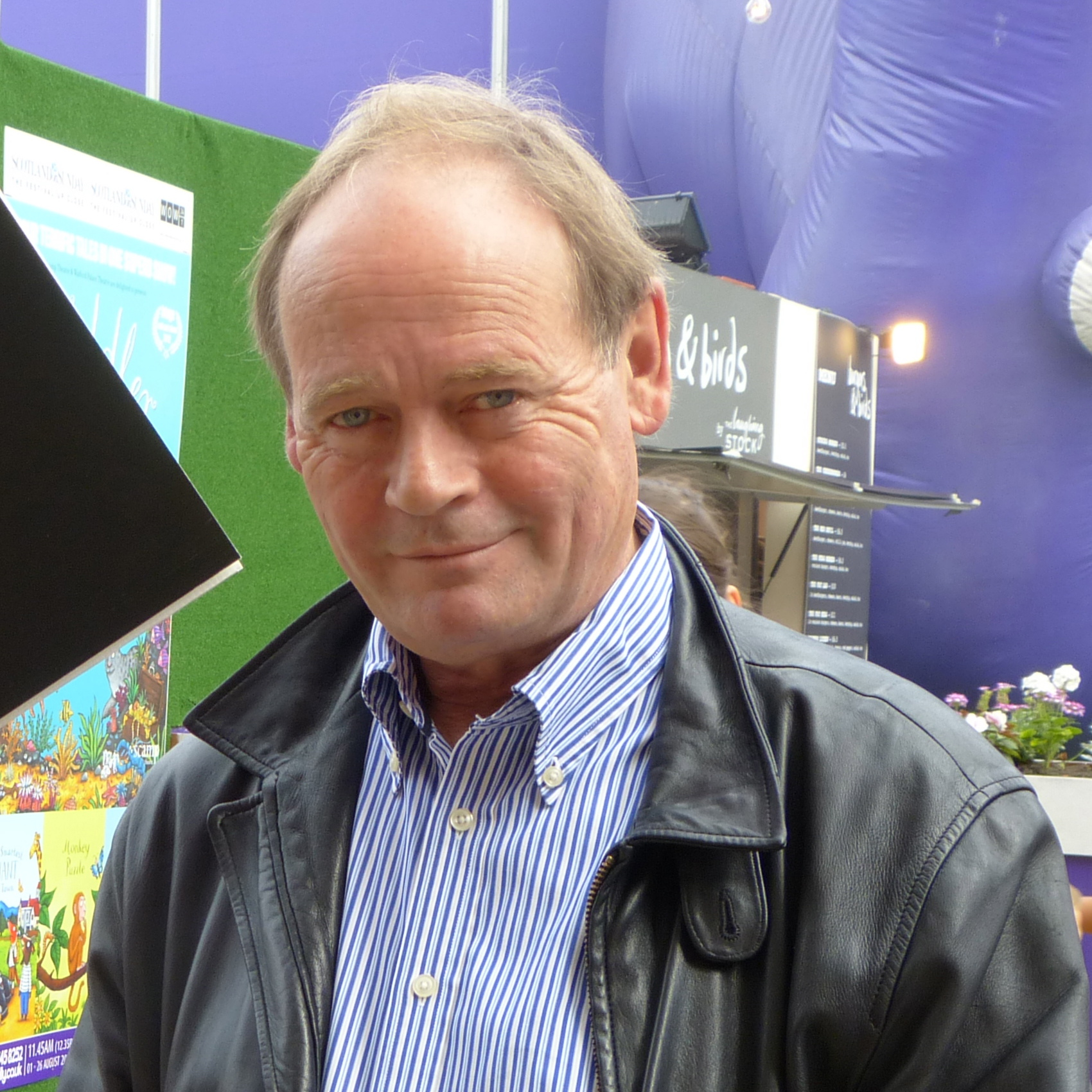
John Lloyd

John Hardress Wilfred Lloyd (Dover, 30 september 1951) is een Britse comedyschrijver en radio- en televisieproducent, vooral bekend van de serie Blackadder.

## Levensloop en vroege carrière
Lloyd werd geboren in Dover en ging naar school in Titchfield en Canterbury en later naar Trinity College aan de Universiteit van Cambridge. Hier ontmoette hij Douglas Adams, met wie hij later ook een huis deelde.
Tussen 1974 en 1978 werkte Lloyd als radioproducent voor de BBC, waar hij de programma's The News Quiz, Quote... Unquote, The News Huddlines en To the Manor Born maakte. Hij was co-auteur van de vijfde en de zesde aflevering van de radioserie van The Hitchhiker's Guide to the Galaxy, die voor de rest geschreven werd door de bedenker, Douglas Adams. Hij was associate producer van de televisieserie met dezelfde naam. Hij schreef samen met Andrew Marshall de radioserie Hordes of the Things (als J.H.W. Lloyd). Hij werkte van 1979 tot 1989 ook als televisieproducent voor BBC en ITV, en creëerde hier Not the Nine O'Clock News en Spitting Image. Ook produceerde hij alle vier de seizoenen van Blackadder.

## Boeken
Lloyd was co-auteur van de volgende boeken:
- Not! The Nine O'Clock News
- Not 1982
- Not 1983
- Not the Royal Wedding
- Not the General Election
- The Meaning of Liff (met Douglas Adams)
- The Deeper Meaning of Liff (met Douglas Adams)
- The Appallingly Disrespectful Spitting Image Book
- Spitting Image
- Blackadder: The Whole Damn Dynasty 1485-1917 (met Richard Curtis en Rowan Atkinson)
- The Book of General Ignorance (met John Mitchinson en de "QI Elves")
- The Book of Animal Ignorance (met John Mitchinson en de "QI Elves")
- The QI Annual (met verschillende auteurs, zoals diverse andere panelleden van QI)

## Recent werk
Sinds 1987 heeft Lloyd af en toe televisiereclames geregisseerd. Voor het eerst in 14 jaar kwam hij in 2003 met een nieuw televisieprogramma, QI, met Stephen Fry en Alan Davies. Dit programma wordt nog steeds uitgezonden op de BBC. In 2008 kwam hij met de nieuwe radioserie The Museum of Curiosity.